# Erich Krempel
Erich Heinrich Emil Krempel (ur. 18 sierpnia 1913 w Suhl, zm. 26 września 1992 tamże) – niemiecki strzelec, wicemistrz olimpijski i mistrz świata. Kuzyn Friedricha, także strzelca.
Krempel wystąpił na Letnich Igrzyskach Olimpijskich 1936 w jednej konkurencji – pistolecie dowolnym z 50 m. Zdobył srebrny medal olimpijski, przegrywając o 15 punktów z Torstenem Ullmanem, który pobił rekord świata.
Podczas swojej kariery Krempel zdobył cztery medale na mistrzostwach świata, wszystkie w pistolecie dowolnym. Na zawodach w 1939 roku został indywidualnym mistrzem świata, pokonując m.in. Ullmana. Ze Szwedem przegrał jednak na mistrzostwach w 1935 roku. W latach 1935 i 1939 stał na trzecim stopniu podium w zawodach drużynowych.
Był konstruktorem broni i szkoleniowcem młodych strzelców. Członek Galerii Sław Niemieckiego Związku Strzelectwa Sportowego. W Suhl znajduje się ulica jego imienia.

## Wyniki

### Igrzyska olimpijskie
| Igrzyska    | Konkurencja            | Wynik                        | Miejsce | Źródło |
| ----------- | ---------------------- | ---------------------------- | ------- | ------ |
| Berlin 1936 | Pistolet dowolny, 50 m | 544 pkt. (87–88–91–92–95–91) |         | [ 2 ]  |

### Medale mistrzostw świata
Opracowano na podstawie materiałów źródłowych:
| Mistrzostwa  | Konkurencja                       | Wynik             | Miejsce |
| ------------ | --------------------------------- | ----------------- | ------- |
| Rzym 1935    | Pistolet dowolny, 50 m            | 545 pkt.          |         |
| Rzym 1935    | Pistolet dowolny, 50 m, drużynowo | 2548 pkt. (druż.) |         |
| Lucerna 1939 | Pistolet dowolny, 50 m            | 547 pkt.          |         |
| Lucerna 1939 | Pistolet dowolny, 50 m, drużynowo | 2638 pkt. (druż.) |         |